# Saint-Séverin-sur-Boutonne
Saint-Séverin-sur-Boutonne – miejscowość i gmina we Francji, w regionie Nowa Akwitania, w departamencie Charente-Maritime.
Według danych na rok 1990 gminę zamieszkiwało 145 osób, a gęstość zaludnienia wynosiła 19 osób/km² (wśród 1467 gmin regionu Poitou-Charentes Saint-Séverin-sur-Boutonne plasuje się na 848. miejscu pod względem liczby ludności, natomiast pod względem powierzchni na miejscu 959.).